# Pont de Genfokuch
Le pont de Genfokuch, aussi appelé Gobatit ou pont Seytan Metaya est un pont situé à environ huit kilomètres du centre-ville de Gondar, en région Amhara, en Éthiopie. Il traverse la rivière Gilgel Megech. Il a une longueur totale de 36 mètres dont 8,95 mètres pour l'arche principale. Il a vraisemblablement été construit au début du XVIIe siècle, peut-être à l'initiative de l'empereur Fasilides. 